# Jean-Marie Le Vert
Pour les articles homonymes, voir Le Vert.
Jean-Marie Le Vert, né le 9 avril 1959 à Papeete (Tahiti), est un évêque catholique français, évêque auxiliaire de Bordeaux depuis le 9 mars 2018.

## Biographie
Il naît le 9 avril 1959 de Jean Le Vert, responsable du Centre de Télécommunications des PTT de Papeete, et de son épouse Anne-Marie (née Postaire Le Marais), institutrice.

### Formation
Après avoir suivi des classes préparatoires scientifiques au lycée Sainte-Geneviève de Versailles, il intègre l'École navale et sert ensuite en qualité d'officier de marine.
Il entre ensuite au séminaire de Gênes en Italie au titre de la communauté Saint-Martin. Il obtient une licence canonique de théologie à l'université de Fribourg.

### Prêtre
Il est ordonné prêtre le 10 octobre 1987 pour l'archidiocèse de Gênes au sein de la Communauté Saint-Martin.
Ayant quitté cette communauté, il est incardiné à l'archidiocèse de Tours en 1995.
Il est vicaire de la cathédrale de Tours de 1990 à 1994, puis curé de la paroisse Saint-Jean de Montjoyeux, toujours à Tours, puis de la paroisse des Fontaines, puis enfin curé de la cathédrale de Tours.
En parallèle, il est directeur spirituel et professeur en patrologie et en théologie pastorale au séminaire inter-diocésain d'Orléans de 1997 à 2005.

### Épiscopat
Jean-Marie Le Vert est nommé évêque auxiliaire de Meaux avec le titre d'évêque titulaire (ou in partibus) de Simidicca par le pape Benoît XVI le 21 novembre 2005, il est consacré le 8 janvier 2006 par l'archevêque émérite de Tours, le cardinal Jean Honoré, assisté par Albert de Monléon, évêque de Meaux et André Vingt-Trois, archevêque de Paris.
Il est nommé évêque de Quimper et Léon le 7 décembre 2007. Il est installé dans ses fonctions le 3 février 2008. Il succède à ce poste à Clément Guillon devenu évêque émérite.
À la conférence épiscopale, il est membre du Conseil pour la pastorale des enfants et des jeunes.
Il se trouve au centre de polémiques qui culminent en 2014 et amènent à démissionner le vicaire général puis deux prêtres du conseil épiscopal. L'archevêque de Rennes, Pierre d'Ornellas se rend sur place afin de dénouer une situation décrite par le diocèse comme relevant d'un « malaise profond ». Lui est notamment reprochée l'influence laissée à des personnes de son entourage[Qui ?], au détriment du conseil épiscopal. Finalement, le pape François l'autorise le 12 mai 2014 à suspendre l'exercice de son ministère d'évêque dans le diocèse sans limitation de durée, pour raison de santé. Le même jour, Philippe Gueneley, évêque émérite de Langres se voit confier la gestion du diocèse en tant qu'administrateur apostolique,.
Sa démission est acceptée par le pape le 22 janvier 2015. Il rejoint alors l'archidiocèse de Bordeaux pour une « collaboration pastorale temporaire ». 
Le 1er janvier 2016, il a été nommé par Dominique Rey, évêque de Fréjus-Toulon, commissaire pour l'association publique de fidèles de droit diocésain Fraternité Molokai, ainsi que comme commissaire pour l'association publique de fidèles de droit diocésain Servantes de la Présence de Dieu et délégué épiscopal pour accompagner l'association Points-Cœur.

#### Orientations pour le diocèse de Quimper
À la suite de la démarche synodale lancée en 2010, il a donné au diocèse de Quimper des orientations : constituer des petites fraternités chrétiennes.
« Je demande que les catholiques du diocèse de Quimper et Léon créent des “petites fraternités chrétiennes”. Ces fraternités vivront l’écoute et le partage de la Parole de Dieu ; la prière et l’encouragement dans la foi ; le soutien mutuel et l’attention à leur entourage. Elles donneront le témoignage d’une Église accueillante et présente à ce monde. Elles seront en communion entre elles tout particulièrement par leur participation à l’Eucharistie dominicale. Les fraternités seront composées de personnes ou de familles, enracinées dans un territoire, comme une paroisse ou un quartier dans une ville, ou liées à un mouvement ou une nouvelle communauté. »

#### Évêque auxiliaire de Bordeaux
Le pape François le nomme évêque auxiliaire de l'archidiocèse de Bordeaux le 9 mars 2018 en lui conférant le siège titulaire de Briançonnet.